# Phoneyusa westi
Phoneyusa westi é uma espécie de aranha pertencente à família Theraphosidae (tarântulas).